# Операція «Нескорена свобода»
Операція «Нескорена свобода» (англ. Operation Enduring Freedom (OEF)) — офіційна назва, використана урядом США щодо військового конфлікту в Афганістані, а також низки дрібних військових операцій під егідою «війни проти тероризму» (GWOT).
Операції спочатку дали назву «Нескінченна справедливість» (англ. Operation Infinite Justice), яку часто неправильно перекладали як операція «Кінцева справедливість» (англ. Operation Ultimate Justice). Згодом назву операції змінили через різкі висловлювання лідерів декількох релігійних організацій, які вважали, що дана назва спричиняє образу для всього мусульманського населення Афганістану. Після заяви Президента США Джорджа Буша «…це не війна — цей хрестовий похід проти тероризму, який триватиме певний час…», яка викликала хвилю невдоволення і критики в ісламському світі, назву довелося змінити.
Сама операція складається з локальних операцій по всьому світу:
- Операція «Нескорена свобода» — Афганістан
- Операція «Нескорена свобода» — Філіппіни (раніш операція «Вільний Орел»)
- Операція «Нескорена свобода» — Африканський ріг
- Операція «Нескорена свобода» — Панкінська ущелина
- Операція «Нескорена свобода» — Західна Сахара (див. також Ісламське повстання в Магрибі)
- Операція «Нескорена свобода» — Карибський басейн та Центральна Америка
- "Операція «Нескорена свобода» — Киргизстан

Назва «Нескорена свобода» стосується більше війни в Афганістані. Інші операції лише номінально відносяться до них, хоча і акцентуються на війні проти тероризму.
Операція «Нескорена свобода» — це військові місії США та Великої Британії, які існують окремо, і не входять в комплекс місій Міжнародних сил сприяння безпеці під проводом НАТО, до якого входять США і Велика Британія. Спочатку було задумано, що дві окремі операції зіллються в одну спільну, але цього не сталося дотепер.

## Огляд
Зранку,7 жовтня 2001 року, розпочалися бойові дії — почалися наземні удари важкими бомбардувальниками Rockwell B-1 Lancer, Northrop Grumman B-2 Spirit, Boeing B-52 Stratofortress, палубними винищувачами Grumman F-14 Tomcat, McDonnell Douglas F/A-18 Hornet, а також крилатими ракетами Tomahawk з двох американських і британських кораблів, та підводних човнів. Це було сигналом для початку операції «Нескорена свобода».
Цілями для ударів були об'єкти інфраструктури, адже в своєму зверненні 20 вересня до Конгресу, та 7 жовтня до Афганістану, Джордж Буш заявив, що він хоче покінчити з тероризмом, захопити лідерів Аль-Каїди, та повернути мир у світ.
У січні 2002 року понад 1200 солдат Командування спеціальних операцій США були розгорнуті на Філіппінах для підтримання місцевих збройних сил в контртерористичних операціях.